# 安田健
安田 健（やすだ けん、1922年4月16日 - ）は、日本の農学者。
北海道夕張市生まれ。本籍・石川県志雄町。1946年北海道帝国大学（現・北海道大学）農学部卒業。1961年『わが国稲作技術の地域的展開に関する文献的研究』で九州大学農学博士。1950年から農業発達史調査会（盛永俊太郎編集長、東畑精一会長）で稲作史の部門を担当。朝日新聞東京本社企画部に勤務。山階鳥類研究所でトキの研究。1959年『日本農業発達史』（農業発達史調査会）で朝日賞受賞。

## 著書
- 『江戸諸国産物帳 丹羽正伯の人と仕事』晶文社 1987
- 『ニュートンとアインシュタインの対話 相対性理論よさようなら』増訂. 科学書院 1999

### 共編著
- 『伊太利農業の概観とロンバルディア平原の稲作』松尾孝嶺共著 農政調査会 1951
- 『享保元文諸国産物帳集成』全21巻 盛永俊太郎共編 科学書院 1985‐2003
- 『江戸時代中期における諸藩の農作物 享保・元文諸国物産帳から』盛永俊太郎共編著 日本農業研究所 1986
- 『江戸後期諸国産物帳集成』第1‐21巻 編 科学書院 1996‐2005 諸国産物帳集成
- 『近世植物・動物・鉱物図譜集成』全3巻 編 科学書院 2005 諸国産物帳集成

### 翻訳
- 『日本産業史資料』全5巻 浅見恵共訳編 科学書院 1989‐95 近世歴史資料集成
- 『民間治療』全15巻 浅見恵共訳編 科学書院 1990‐2004 近世歴史資料集成
- 『採薬志』全2巻 浅見恵共訳編 科学書院 1994‐96 近世歴史資料集成
- 『日本科學技術古典籍資料 天文學篇』全5巻 浅見恵共訳編 科学書院 2000‐05 近世歴史資料集成
- 『日本科學技術古典籍資料 數學篇』全9巻 浅見恵共訳編 科学書院 2001‐08 近世歴史資料集成
- 『救荒』全2巻 浅見恵共訳編 科学書院 2006‐08 近世歴史資料集成